# Theater heute
Theater heute (Teater idag) är en ledande tysk teatertidskrift. Tidningen började ges ut 1960 och utkommer en gång i månaden. Den ges ut av Friedrich Berlin Verlag GmbH i Berlin. Upplagan är på cirka 15 000 exemplar. Tidningen bevakar tysk och internationell teater och delar årligen ut prestigefyllda priser till framstående teaterkonstnärer.